# Doug Melvin
Doug Melvin (né le 8 août 1952 à Chatham, Ontario, Canada) est un dirigeant de baseball. De septembre 2002 à août 2015, il est le directeur général des Brewers de Milwaukee, un club de la Ligue majeure de baseball, après avoir occupé des fonctions similaires chez les Rangers du Texas de 1994 à 2001.

## Biographie
Lanceur dans les ligue mineures de baseball de 1972 à 1978 avec des clubs affiliés aux Pirates de Pittsburgh et aux Yankees de New York, Doug Melvin décroche en 1983 un premier emploi comme assistant aux opérations baseball chez les Yankees, avant d'accepter en 1985 un poste de directeur du recrutement. Il est de 1987 à 1993 assistant au directeur-gérant et directeur du personnel chez les Orioles de Baltimore.

### Rangers du Texas
En 1994, il est nommé directeur-gérant des Rangers du Texas, un poste qu'il occupe jusqu'en 2001. Les Rangers se qualifient pour les séries éliminatoires en 1996, une première dans l'histoire de la franchise, puis répète la chose en 1998 et 1999. 
En 1996, Melvin est nommé directeur général de l'année (Executive of the Year) dans les Ligues majeures de baseball par Sporting News.
En janvier 2001, Melvin attire la vedette Alex Rodriguez des Mariners de Seattle et celui-ci signe un contrat record de 250 millions de dollars US pour 10 ans avec les Rangers.

### Brewers de Milwaukee
Après avoir brièvement été directeur des opérations en ligues mineures dans l'organisation des Red Sox de Boston après son départ des Rangers, Doug Melvin accepte le 26 septembre 2002 le poste de directeur-gérant des Brewers de Milwaukee. Il est le 8e homme nommé à ce poste dans l'histoire du club.
Équipe évoluant dans un marché de taille modeste, les Brewers se distinguent dans la décennie suivante par la qualité de leur recrutement : Prince Fielder (repêché juste avant l'arrivée de Melvin), Ryan Braun, Jonathan Lucroy, Yovani Gallardo et Wily Peralta sont tous des joueurs développés par la franchise. Il acquiert également les lanceurs étoiles CC Sabathia des Indians de Cleveland en 2008 et Zack Greinke des Royals de Kansas City en 2011. En 2008, les Brewers se qualifient en éliminatoires pour la première fois depuis 1982 et, après avoir remporté en 2011 leur premier titre de division en 29 ans grâce à la meilleure saison de leur histoire (96 victoires), ils  atteignent la Série de championnat de la Ligue nationale. Melvin est en 2011 nommé directeur général de l'année (Executive of the Year) dans les Ligues majeures de baseball par Baseball America et par Sporting News. 
En mai 2012, le contrat de Melvin comme directeur-gérant des Brewers est prolongé jusqu'à la fin de la saison 2015. Seul Harry Dalton (14 saisons de 1977 à 1991) a été directeur-gérant de la franchise des Brewers plus longtemps que Melvin.
Après les sommets de 2011, les Brewers s'engagent sur une pente descendante, terminant en milieu de peloton durant les trois saisons suivantes. Même si le club mène sa division durant la majeure partie de la saison 2014, une fin de parcours en queue de poisson relègue Milwaukee en 3e place avec 82 succès et 80 défaites. La saison 2015 est marquée par un début de campagne désastreux (5 victoires, 17 défaites) et le congédiement du gérant Ron Roenicke. Même si l'échéance de son contrat approche et qu'il planifie déjà sa sortie, il échange à la fin juillet des joueurs tels Carlos Gómez, Aramis Ramírez et Gerardo Parra contre des joueurs d'avenir.
Le 11 août 2015, Melvin annonce qu'il quitte son poste de directeur général mais demeure temporairement à l'emploi des Brewers dans un rôle de conseiller, le temps de compléter la transition vers son éventuel successeur.

### Honneurs
Le 23 juin 2012, Melvin est intronisé au Temple de la renommée du baseball canadien.